# Huahine
Huahine – wyspa na Oceanie Spokojnym, w Polinezji Francuskiej, na Wyspach Pod Wiatrem w archipelagu Wysp Towarzystwa. Położona jest około 170 km na zachód od Tahiti. Zajmuje powierzchnię 76 km² (według innych źródeł 82,1 km²). Administracyjnie wyspa stanowi gminę o tej samej nazwie. Wyspę zamieszkuje około 6,2 tys. mieszkańców. Główną miejscowością jest Fare.

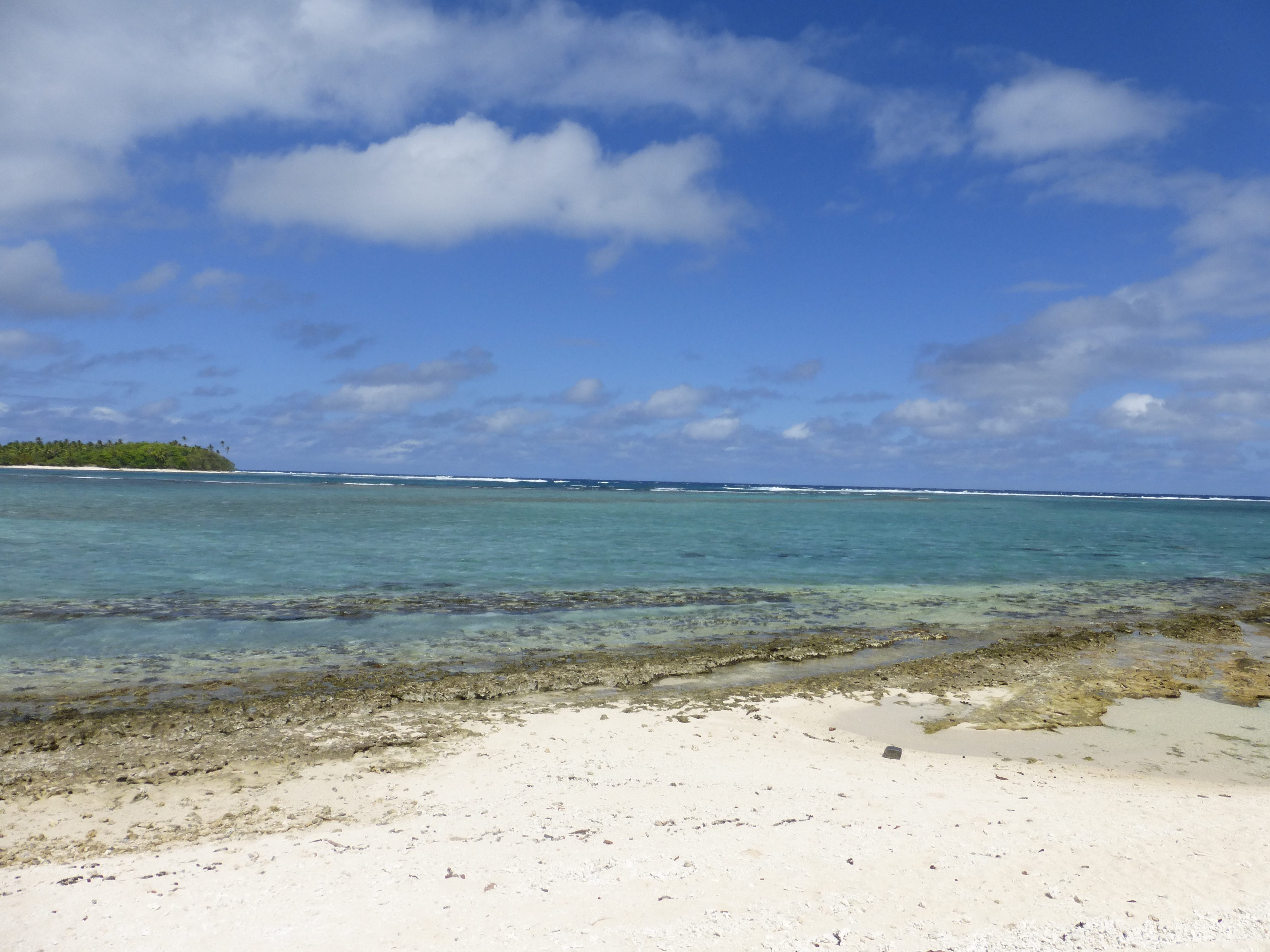
Plaża na Huahine

Nazwa „Huahine” jest odmianą słowa „vahine”, które w języku tahitańskim oznacza „kobietę”. Prawdopodobnie nadano tę nazwę dlatego, że grzbiet górski znajdujący się na wyspie przypomina kształtem ciężarną kobietę.
Wyspa jest pochodzenia wulkanicznego, na jej północnym brzegu znajduje się rafa barierowa. Długość linii brzegowej wynosi 61,5 km. W czasie przypływu tworzą się dwie wyspy Huahine Nui i Huahine Iti. Najwyższymi szczytami na wyspie są Mont Turi (669 m n.p.m.) i Mato Ere (580 m n.p.m.) na Huahine Nui oraz Pohue Rahi (464 m n.p.m.) na Huahine Iti. Na Huahine występuje wilgotny klimat tropikalny.
Huahine była niegdyś zamieszkiwana przez tahitańską rodzinę królewską. Na wyspie znajdują się najstarsze świątynie („marae”) w Polinezji Francuskiej. Uważa się, że niektóre z nich pochodzą z około 700 roku n.e. Odkryta przez Jamesa Cooka 16 lipca 1769 roku podczas brytyjskiej ekspedycji naukowej na Ocean Spokojny. Obecnie wyspa jest ośrodkiem turystycznym, jak również miejscem przetwórstwa kopry i uprawy wanilii.